# ゲット・ア・ジョブ 〜僕たちの就職戦線
『ゲット・ア・ジョブ 〜僕たちの就職戦線』（ゲットアジョブ ぼくたちのしゅうしょくせんせん、Get a Job）は2016年のアメリカ合衆国のコメディ映画。監督はディラン・キッド、主演はマイルズ・テラーが務めた。
本作は日本国内で劇場公開されなかったが、Amazonプライム・ビデオなどでの配信が行われている。

## ストーリー
大学卒業後、ウィル・デイヴィスは映像製作の職に就くはずだったが、不景気の煽りで内定取り消しを食らってしまった。ウィルは当座をしのぐために父親（ロジャー）を頼ろうとしたが、ロジャーも職を失っており、息子を支援するだけの余裕がなかった。また、ウィルのルームメイト（イーサン、ルーク、チャーリー）や恋人（ジリアン）も不景気の影響で就活に苦戦していた。
本作はそんなウィルたちが悪戦苦闘の果てに道を切り開いていくさまを描き出す。

## キャスト
- ウィル・デイヴィス：マイルズ・テラー
- ジリアン・スチュワート：アナ・ケンドリック
- ルーク：ブランドン・T・ジャクソン
- イーサン：クリストファー・ミンツ＝プラッセ
- チャーリー：ニコラス・ブラウン
- タラ・ザ・ストリッパー：キャメロン・リチャードソン
- キャサリン・ダン：マーシャ・ゲイ・ハーデン
- ターニャ・セラーズ：アリソン・ブリー
- ロジャー・デイヴィス：ブライアン・クランストン
- ハンク・ディラー：ジョン・C・マッギンリー
- ブライアン・ベンダー：ジョン・チョー
- フェルナンド・ジ・アカウンタント：グレッグ・ジャーマン
- ローレンス・ウィルハイマー：ブルース・デイヴィソン
- クワン：イーサン・ディゾン
- スキージーD：ジェイ・ファロー
- ジェイソン：アーロン・ヒル

## 製作
2012年1月21日、ディラン・キッドが8年ぶりに映画監督に復帰することになり、マイルズ・テラー、ブライアン・クランストン、アナ・ケンドリック、ジェイ・ファロー、クリストファー・ミンツ＝プラッセ、ジェシー・アイゼンバーグらに復帰作への出演オファーが出ていると報じられた（アイゼンバーグは結局出演しなかった）。3月7日、ニック・ブラウン、ブランドン・T・ジャクソン、アリソン・ブリーの出演が決まった。12日、本作の主要撮影がロサンゼルスで始まった。21日、ジョン・チョーが本作の撮影に参加しているとの報道があった。

## 公開・マーケティング
2014年9月、アナ・ケンドリックがインタビューで「配給元が見つからない状況が続けば、『Get a Job』はお蔵入りになる可能性もある」という趣旨のことを述べた。2016年2月3日、ライオンズゲート・プレミアが本作をアメリカで配給することになったと報じられると共に、オフィシャル・トレイラーが公開された。

## 評価
本作は批評家から酷評されている。映画批評集積サイトのRotten Tomatoesには22件のレビューがあり、批評家支持率は5%、平均点は10点満点で3.6点となっている。サイト側による批評家の見解の要約は「『ゲット・ア・ジョブ 〜僕たちの就職戦線』は面白くない上に、馬鹿げた作品である。同作が公開に漕ぎ着けられたのは、単に出演者の知名度が撮影時よりも増大したからではないのか、そんな風に思わせるほど酷い出来の作品だ。」となっている。また、Metacriticには10件のレビューがあり、加重平均値は31/100となっている。